# Roter Astrachan
Roter Astrachan, auch Roter Augustapfel, Roter Jakobiapfel oder Ernteapfel, ist eine sehr frühe Sorte des Kulturapfels.

## Herkunft
Diese Sorte entstand in Russland, vermutlich im Wolgagebiet, und wurde 1780 erstmals beschrieben. Sie gelangte über Skandinavien um 1816 nach England und von dort um 1840 nach Deutschland, wo sie Johann Georg Dittrich erstmals in deutscher Sprache beschrieb.

## Frucht
Die Anfang bis Mitte August reifenden Früchte sind nur zwei bis drei Wochen haltbar. Die kleinen bis mittelgroßen, kugelförmigen Früchte besitzen eine hellgelbe Grundfarbe und eine hellrote bis dunkelrote Deckfarbe. Die Schale ist bläulich bereift und überzogen mit vielen, meist deutlich sichtbaren Lentizellen. Das Fruchtfleisch ist gelblich weiß (direkt unter der Schale häufig auch rot), saftig und angenehm säuerlich, bei überreifen Früchten ist es aber bereits mehlig.

## Baum
Anfangs ist der Wuchs kräftig, später schwächer werdend. Der Baum bildet eine mittelgroße, hochkugelige Krone. Die Ansprüche an Boden und Klima sind gering, somit kann diese Sorte auch in rauen Lagen angebaut werden. Die Blüte ist früh bis mittelfrüh und ein guter Pollenspender.
Anfällig ist der Baum für Schorf, Krebs und Spitzendürre.